# Esterbrook
Esterbrook ist eine Stadt in Converse County, Wyoming in den Vereinigten Staaten. Sie liegt ungefähr 40 Kilometer südlich der Kreisstadt Douglas am Rand des Medicine Bow National Forest. Die Straßen nach Esterbrook sind zum größten Teil nicht befestigt. Das U.S. Census Bureau hat bei der Volkszählung 2020 eine Einwohnerzahl von 40 ermittelt.
Es gibt eine Kirche, ein Restaurant und einen kleinen Campingplatz.

## Geographie
Die Fläche, auf der sich die Stadt erstreckt, beträgt 8,8 km².

## Geschichte
Der Ort wurde 1896 gegründet. Zu dieser Zeit befand sich ein Bergwerk hier, aus dem Kupfer und Blei gefördert wurde. Als die Vorkommen ausgebeutet waren, verschwand die meiste Bevölkerung sehr schnell wieder aus dem Ort. Im Jahr 1904 wurde die Post im Ort eröffnet, die im Jahr 1954 wieder geschlossen wurde. Die Namensgeberin des Ortes ist die Siedlerin 'Mrs. Esther Cooper', nach der auch der Esterbrook Creek benannt wurde.

## Sehenswürdigkeiten
Im Ort befindet sich die 1946 erbaute Esterbrook Community Church, eine rustikale Holzkirche im Blockhaus Style, in der im Sommer viele Hochzeiten stattfinden. Die Kirchengemeinde ist nicht konfessionsgebunden. Eine Besonderheit dieser Kirche ist das Fenster hinter dem Altar, das einen Ausblick auf den etwa 16 Kilometer entfernten, 3131 Meter hohen Laramie Peak gewährt. Der Ort ist Ausgangspunkt für Wanderungen zum Laramie Peak, auf dem Sunset Ridge Trail und zu Touren in den Medicine Bow National Forest.

## Galerie

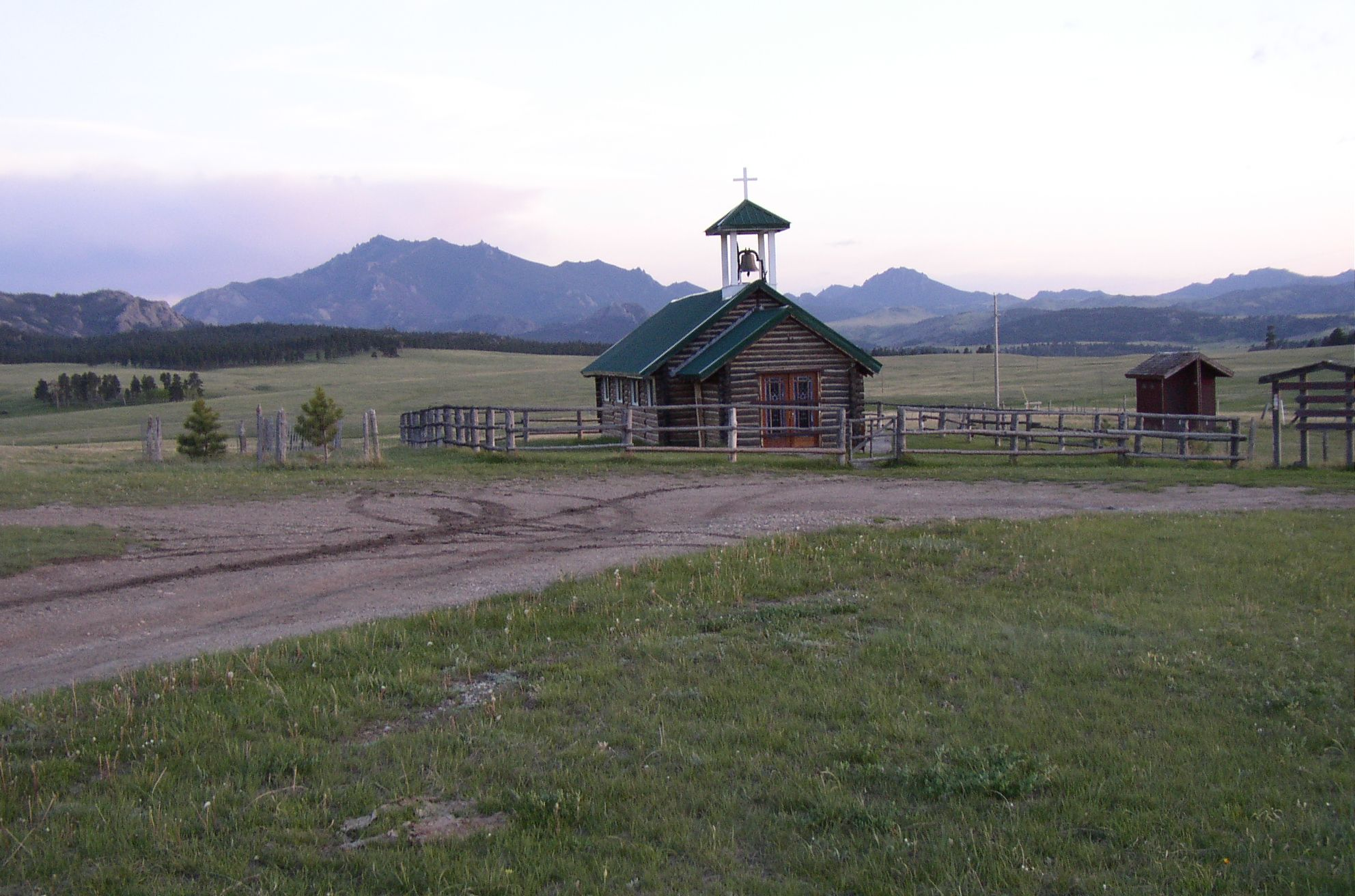
Esterbrook Community Church, im Hintergrund der Laramie Peak
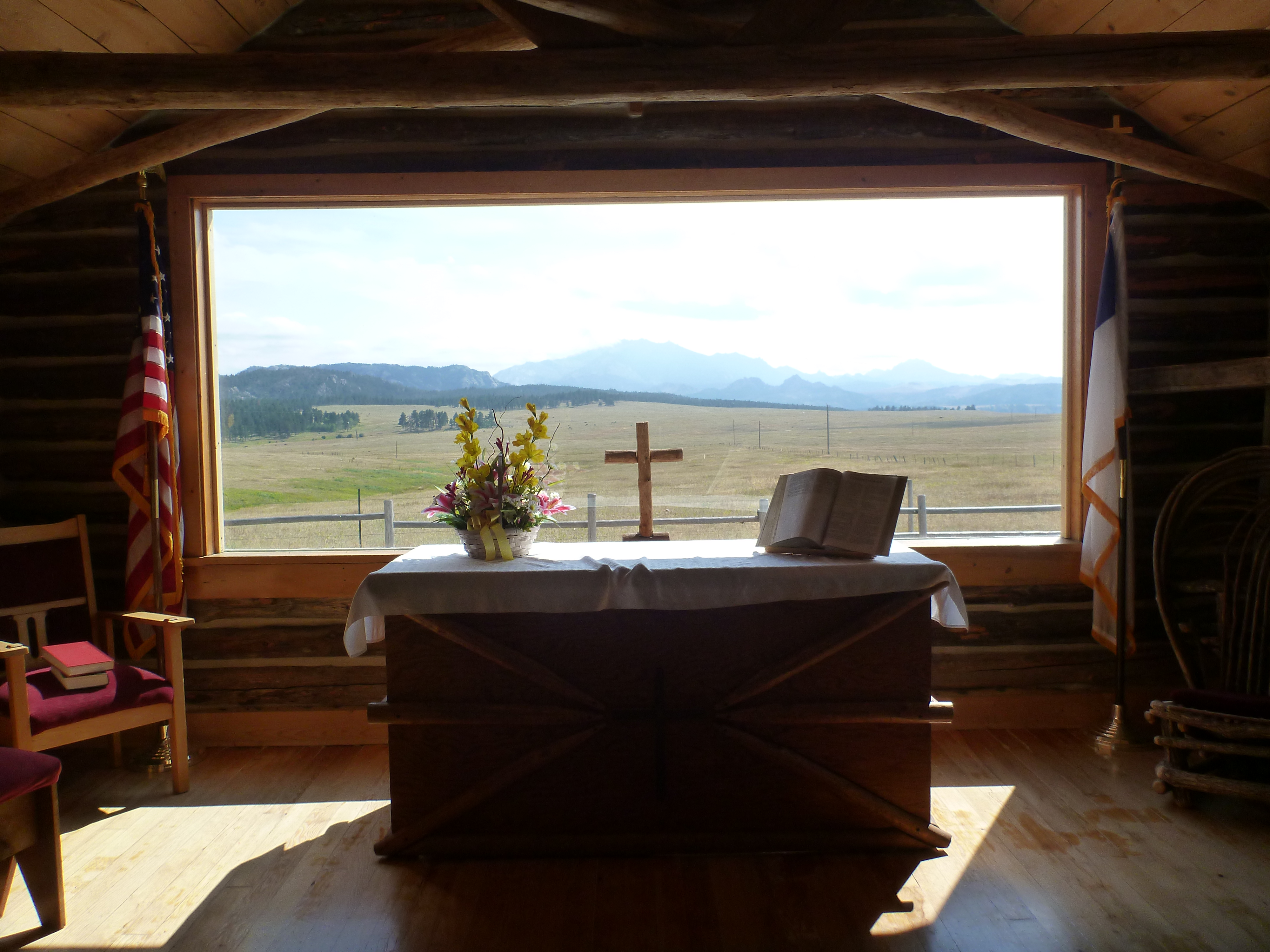
Blick aus der Esterbrook Community Church
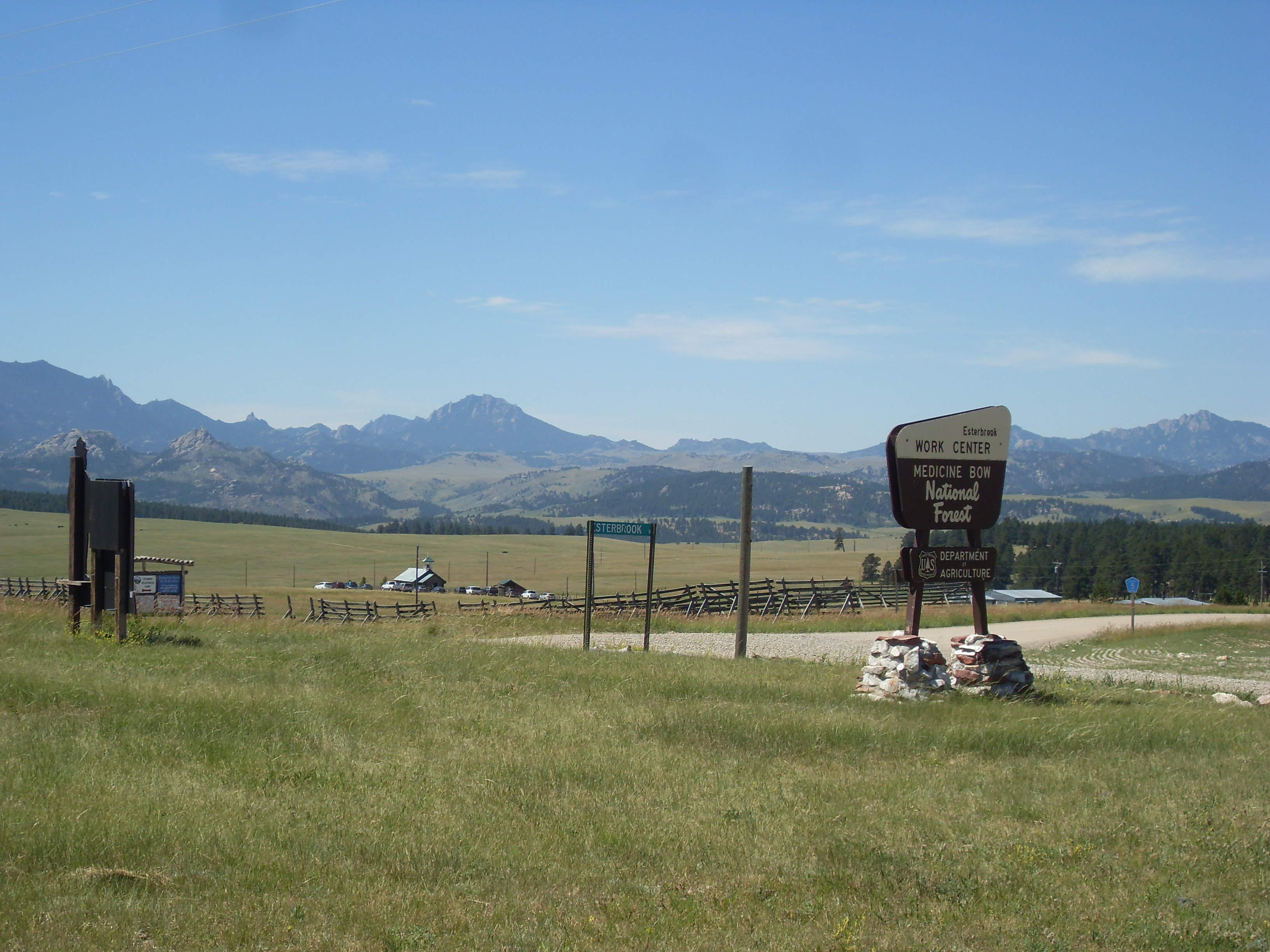
Medicine Bow National Forrest (Work center) in Esterbrook
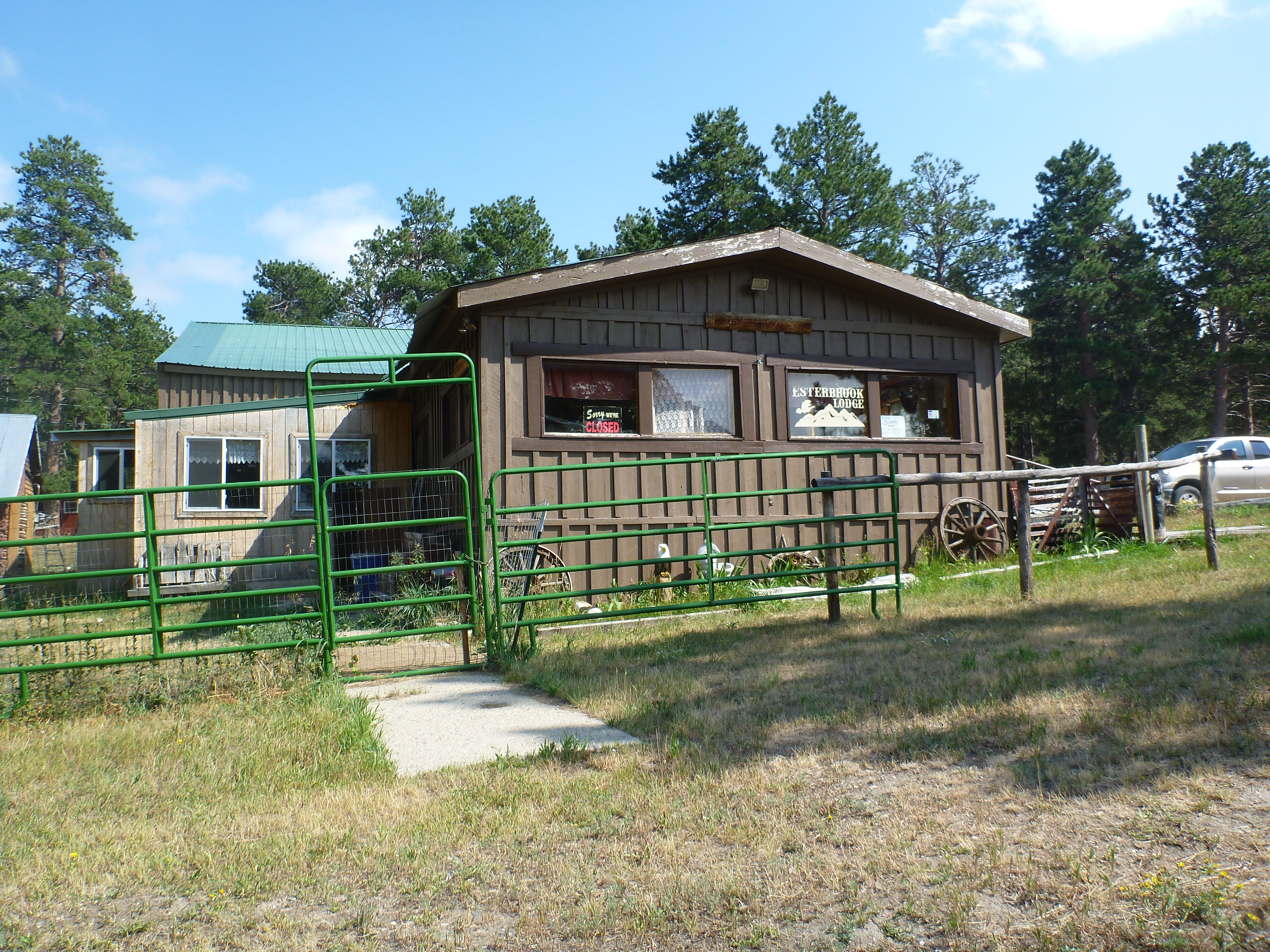
Esterbrook Lodge